# Як створювався Робінзон
«Як створювався Робінзон» (рос. «Как создавался Робинзон») — радянський короткометражний художній фільм-фейлетон, поставлений на кіностудії «Мосфільм» в 1961 році режисером Ельдаром Рязановим за мотивами однойменного фейлетону Іллі Ільфа і Євгена Петрова. Новела відкриває кіноальманах «Цілком серйозно».

## Сюжет
Письменник приносить редактору роман про радянського Робінзона. Редактор примудряється зробити радикальне редагування, зробивши з острова півострів і викинувши з роману самого Робінзона.

## Особливості екранізацуії
Цікаво, що у фейлетоні у відповідь на репліку головного редактора: «Але не просто Робінзон, а радянський Робінзон» письменник Молдаванцев відповідав: «Який же ще! Чи не румунський!». У фільмі слово «румунський» замінено на «турецький». Також у деяких репліках слово «радянський» замінено словом «сучасний» (замість «Так, але немає нічого радянського» редактор каже «Так, але немає нічого сучасного»).

## У ролях
- Анатолій Папанов — редактор журналу «Пригодницька справа»
- Сергій Філіппов — письменник Молдаванцев / ведучий альманаху
- Павло Тарасов — кінокритик у пролозі (у титрах не вказаний)
- Георгій Куликов — сценарист у пролозі (у титрах не вказаний)
- Петро Рєпнін — кінокритик у пролозі (у титрах не вказаний)